# Antoligostethus
Antoligostethus là một chi bọ cánh cứng trong họ 
Elateridae.
Chi này được miêu tả khoa học năm 1911 bởi Blackburn.

## Các loài
Các loài trong chi này gồm:
- Antoligostethus lucidus Blackburn, 1911
- Antoligostethus pallidus (Blackburn, 1889)